# Koshkonong, Missouri
Koshkonong, Missouri (енгл. Koshkonong) град је у америчкој савезној држави Мисури.

## Демографија
По попису из 2010. године број становника је 212, што је 7 (3,4%) становника више него 2000. године.
| Група             | 2000.       | 2010.       |
| Белци             | 191 (93,2%) | 193 (91,0%) |
| Афроамериканци    | 0 (0,0%)    | 1 (0,5%)    |
| Азијати           | 3 (1,5%)    | 0 (0,0%)    |
| Хиспаноамериканци | 3 (1,5%)    | 3 (1,4%)    |
| Укупно            | 205         | 212         |